# Bat Out of Hell (album)
Bat Out of Hell is een album uit 1977 van zanger Meat Loaf (Marvin Lee Aday). Het was zijn tweede album.

## Productie
Het album bevat muziek van een bombastische en Wagneriaanse stijl. Toen Jim Steinman en Meat Loaf dit album aan muziekmaatschappijen voordroegen stuitten ze op veel problemen om iemand te vinden die het wilde produceren. Gitarist Todd Rundgren hoorde dit en hij besloot onmiddellijk dat hij het album wel wilde produceren. Rundgren vroeg eerst een slordige 45.000 dollar voor het produceren van albums, maar dit ketste af omdat dit te hoog was voor dit project. Hij ging akkoord met een percentage van de opbrengst, waardoor hij er alsnog een klein fortuin mee maakte. Er werd voor gekozen om het album in zijn geheel op te nemen en niet ieder nummer apart. Het kostte wat moeite om een label te vinden en uiteindelijk werd dat Cleveland International Records.
Het hoesontwerp van dit album staat op naam van Jim Steinman en is geïllustreerd door Richard Corben. Het album is opgedragen aan Wesley en Wilma Aday (Meat Loafs ouders) en aan Louis Steinman.

## Succes
Het album was niet direct een hit; het moest groeien. Per jaar worden er ongeveer 200.000 exemplaren van Bat Out of Hell verkocht. Wereldwijd zijn er meer dan 43 miljoen exemplaren van verkocht. Alleen al in Amerika zijn dat er 16 miljoen en meer dan 1,5 miljoen albums in Australië (zélfs na de hertelling van de lijsten in november 2006, stond het op nummer 41 van de Australian Recording Industry Assocation). Hiermee werd het op vier na het bestverkochte album aller tijden. Het stond 474 weken in de Engelse hitlijst, vlak achter Fleetwood Macs Rumours dat er 478 weken in stond. Op de lijst van The 500 Greatest Albums of All Time van het tijdschrift Rolling Stone, stond dit album in 2003 op de 343ste plaats. Het is ook een van slechts twee albums die nooit van de Engelse top 200-hitlijst zijn afgehaald en is daarmee het langstgenoteerde ter wereld.

## Titel
De uitdrukking "Bat out of Hell" is niet ontstaan door het album of het nummer; het zou afgeleid kunnen zijn van het Griekse toneelstuk De vogels van Aristophanes, die dit zo'n 414 jaar voor Christus schreef. Men nam aan dat hierin al een eerste verwijzing was naar een vleermuis uit de Hel:

Vlak bij het land van de Sciapodes is een moeras, waar vanaf de rand de ongewassen Socrates de zielen van de mensen oproept. Op een dag kwam Pisander naar zijn ziel kijken, die hij daar achterliet toen hij nog leefde. Hij offerde een klein slachtoffer, een kameel, door het de keel door te snijden en deed, in navolging van Odysseus, een stap achteruit. Toen kwam de vleermuis Chaerephon vanuit de hel omhoog om het bloed van de kameel te drinken.

## Vervolg
In 1993 kwam er een vervolg op dit album Bat Out of Hell II: Back into Hell (met een omslag van Michael Whelan die zich liet inspireren door de eerste omslag), waarop ook de hitsingle I'd Do Anything for Love (But I Won't Do That) staat. Het tweede vervolg, Bat Out of Hell III: The Monster Is Loose, kwam in oktober 2006 uit.

## Tracks

### Kant Een
1. Bat Out of Hell – 9:48
2. You Took the Words Right Out of My Mouth (Hot Summer Night) – 5:04
3. Heaven Can Wait – 4:38
4. All Revved Up with No Place to Go – 4:19

### Kant Twee
1. Two Out of Three Ain't Bad – 5:23
2. Paradise by the Dashboard Light – 8:28
  - Paradise
  - Let Me Sleep on It
  - Praying for the End of Time
3. For Crying Out Loud – 8:45

Muziek, tekst en gesproken tekst: Jim Steinman
Arrangementen: Ken Ascher, Roy Bittan, Steven Margoshes, Todd Rundgren, Jim Steinman
Het album bestaat in verschillende formaten en heruitgaven. Zo bevat de SACD-editie vanwege het 25-jarig bestaan het volgende: Great Boléros of Fire (live intro), Bat Out of Hell (live) en Dead Ringer for Love, de dvd Hits Out of Hell en een uitgave van Bat Out of Hell: Revamped waarop het nummer Dead Ringer for Love staat.

## Bezetting
- Meat Loaf – zang, achtergrondkoor, slagwerk
- Todd Rundgren – gitaar, slagwerk, keyboards, achtergrondkoor
- Kasim Sulton – bas, zang
- Roy Bittan – piano, keyboards
- Steve Margoshes – piano in For Crying Out Loud
- Cheryl Hardwick – piano in For Crying Out Loud
- Jim Steinman – keyboards, slagwerk, "wellustige geluiden" in Hot Summer Night
- Roger Powell – synthesizer
- John Wilcox – drums
- Max Weinberg – drums
- Edgar Winter – saxofoon
- Ellen Foley – zang
- Rory Dodd – zang
- Marcia McClain – in Hot Summer Night
- Phil "Scooter" Rizzuto, Stem van de New York Yankees –  Paradise
- Gene Orloff – concertmeester (New York Philharmonic, Philadelphia Orchestra)